# Tjeckoslovakien i olympiska sommarspelen 1936
Tjeckoslovakien deltog med 190 deltagare vid de olympiska sommarspelen 1936 i Berlin. Totalt vann de tre guldmedaljer och fem silvermedaljer.

## Medaljer

### Guld
- Vladimír Syrovátka och Jan Brzák-Felix - Kanotsport, C-2 1000 meter.
- Václav Mottl och Zdeněk Škrland - Kanotsport, C-2 10000 meter.
- Alois Hudec - Gymnastik, ringar.

### Silver
- Josef Klapuch - Brottning, fristil, tungvikt.
- Jozef Herda - Brottning, grekisk-romersk stil, lättvikt.
- Bohuslav Karlík - Kanotsport, C-1 1000 meter.
- Jaroslava Bajerová, Vlasta Děkanová, Božena Dobešová, Vlasta Foltová, Anna Hřebřinová, Matylda Pálfyová, Zdeňka Veřmiřovská och Marie Větrovská - Gymnastik, mångkamp.
- Václav Pšenička - Tyngdlyftning.